# 郭得勝家族
郭得勝家族是新鴻基地產創辦人郭得勝的家族。他的三個兒子郭炳湘（長兄）、郭炳江（二弟）、郭炳聯（三弟）合稱「郭氏三兄弟」。

## 現況
郭得勝長子郭炳湘自立帝國集團，經營酒店、地產的項目，郭炳湘一系已經退出家業新鴻基地產的管理。而新鴻基地產現時就由郭炳江兒子郭基煇和郭炳聯主理。
郭得勝最初以代理YKK拉鏈而發跡，後來業務交由弟弟郭得標打理，郭得標退休後，就由二子郭炳炎經營。三子郭炳濠則在恒基地產任職執行董事，老闆李兆基亦是當年新鴻基的創辦人之一。長子郭炳燊現時負責協助新鴻基地產收樓重建。

## 郭氏家族持股最新分佈
- 郭氏家族酌情信託基金

持股量： 1,081,739,328　股權比例： 42.09%
- 郭炳聯及其家人＊

持股量： 394,638,978　股權比例： 15.36%
- 郭炳江及其家人＊

持股量： 393,748,643　股權比例： 15.32%
- 郭炳湘及其家人＊

持股量： 360,579,776　股權比例： 14.03%
- 郭炳湘個人＊

持股量：約 22,000,000　股權比例： 0.86%
- 註：＊計及個人持股；＊＊以2014年1月最新一次股權披露計算出來

## 家族私人持有的物業
- 深水灣香島道50號「萱廬」
- 山頂施勳道37號Seapower Villa洋房
- 淺水灣道127號全幢收租物業
- 深水灣道51至55號(11幢收租洋房)
- 壽山村道8號恆安閣全幢
- 淺水灣南灣道8A
- 倫敦Millharbour Quarter（出售項目）（1619伙）

## 家族特色
郭得勝家族中之各種特色：
- 與黃允畋家族有一段姻親關係：
  - 郭婉君女士=黃宜通先生
- 與呂明才家族曾經有一段姻親關係：
  - 郭曉妍女士=呂慶耀先生（已離婚）

## 家族成員
- 郭得勝（歿）=黃秀瓊（歿）、鄺肖卿
  - 郭炳湘（歿）=顧芝蓉（已離婚）、李天穎
    - 郭基俊
    - 郭蕙珊
    - 郭基浩

  - 郭炳江=梁潔芹
    - 郭曉妍=呂慶耀（已離婚）
    - 郭基煇 Adam
    - 郭曉芝

  - 郭炳聯=劉寶賜
    - 郭顥澧（原名郭基健）
    - 郭基泓
    - 郭瑜汶

  - 郭燕萍（歿）=黃慶彬
    - 黃仲銘
    - 黃綺雯=周羨健
      - 周淑茵
      - 周淑儀

    - 黃綺玲=利米高
    - 黃綺華

  - 郭婉君（歿）=黃宜通
    - 黃纘嘉

  - 郭婉儀=陳達年
    - 陳鈞陶
    - 陳鈞揚

- 郭得標=林艷卿
  - 郭炳燊=陳月湄
  - 郭炳炎=曹美玲
  - 郭炳濠=潘潔嫻
    - 郭兆聰=李敬仪

- -     - 第三代：郭兆禧、郭兆堅、郭兆康、郭兆倫